# Jacques-Frédéric Houriet
Jacques-Frédéric Houriet, né le 25 février 1743 à La Chaux-d'Abel et décédé le 12 janvier 1830 au Locle, est un horloger suisse.

## Biographie
Initié par son père à l'horlogerie, Houriet fait son apprentissage au Locle chez Abraham Louis Perret, puis se rend à Paris en 1759 où il poursuit sa formation chez Julien Le Roy puis chez Pierre Le Roy, horloger du roi. Au cours de son séjour à Paris, où il réside pendant neuf ans, Houriet se spécialise dans l'horlogerie de précision et fait la connaissance de nombreux horlogers réputés, dont Ferdinand Berthoud et Antide Janvier.
De retour au Locle en 1768, Houriet, collabore aux affaires de son frère et de ses deux sœurs et s'associe à David Courvoisier pour fonder l'établissement Courvoisier & Houriet. Dans son atelier, il installe un régulateur de précision ainsi qu'une lunette astronomique, destinés à vérifier la marche de ses créations.
En 1771, il épouse Henriette, la sœur de son associé. L'activité économique d'Hourder est frappée dans les années 1800 par les effets des guerres napoléoniennes. Il se retrouve en 1806 au bord de la faillite. Il décide de se consacrer entièrement à l'horlogerie de précision et de développer la fabrication de chronomètres de marine.
En 1818, Houriet se retire du commerce pour se consacrer aux recherches sur l'horlogerie de précision ainsi que sur la mise au point de chronomètres de poche.

### Récompenses
Houriet reçoit en 1816 une médaille d'or de la Société d'émulation patriotique de Neuchâtel pour une montre accompagnée d'un ouvrage théorique sur l'isochronisme des spiraux. Il est admis en 1814 à l'Académie des sciences de Paris en qualité de membre correspondant. La Société des arts de Genève le reçoit comme membre honoraire en 1826.

### Recherche
Houriet a laissé de nombreuses informations et documents sur ses travaux de recherche en horlogerie. Il a notamment mené des recherches sur les effets de la température sur les balanciers et l'isochronisme de leurs oscillations.
- Mémoire sur l'isochronisme des ressorts spiraux, 1814
- Essais sur la mesure du temps pour les horloges, 1816
- Essais sur l'isochronisme des ressorts spiraux d'un chronomètre sans acier et notes diverses, 1828